# Sovsko jezero
Sovsko jezero este o arie protejată (sit de importanță comunitară — SCI) din Croația întinsă pe o suprafață de 2,48 ha, integral pe uscat.

## Localizare
Centrul sitului Sovsko jezero este situat la coordonatele 45°17′24″N 18°01′09″E / 45.290084°N 18.01925°E.

## Înființare
Situl Sovsko jezero a fost declarat sit de importanță comunitară în septembrie 2019 pentru a proteja 4 specii de animale.

## Biodiversitate
Situată în ecoregiunea continentală, aria protejată conține 1 habitat natural: Lacuri eutrofice naturale cu vegetație de tip Magnopotamion sau Hydrocharition.
La baza desemnării sitului se află mai multe specii protejate:
- amfibieni (2): izvoraș-cu-burta-galbenă (Bombina variegata), Triturus carnifex
- nevertebrate (2): Coenagrion ornatum, Cordulegaster heros

Pe lângă speciile protejate, pe teritoriul sitului au mai fost identificate 3 specii de plante.